# 共和党 (中華民国)

党章

共和党（きょうわとう）は、中華民国の初期に存在した公開政党。1912年（民国元年）5月に成立。

## 経過
統一党と民社の2党を中核とし、国民党、国民協進会、民国公会の3党も合流して結成された。しかし結成後ほどなくして、統一党から参加した章炳麟が共和党を離脱し、統一党の存続を宣言している。
共和党は袁世凱を支持し、中国同盟会への対抗勢力となった。党の宗旨としては、以下の3点がある。
1. 全国の統一を保持し、国家主義を採用する。
2. 国家権力により国家の進歩を支援する
3. 世界の大勢は、平和・実利による立国にある。

主な幹部としては、以下の者があげられる。
- 理事長 - 黎元洪
- 理事 - 張謇、那彦図、章炳麟、程徳全、伍廷芳
- 幹事 - 林長民、湯化竜、王印川、范源濂、王家襄、張伯烈、王揖唐ほか

臨時参議院では、共和党は40議席を擁し、同盟会と拮抗していた。しかし1912年12月から翌年2月にかけて実施された衆参両院選挙では、宋教仁率いる国民党に大敗を喫した（両院合わせて国民党が269議席、第2党の共和党が120議席）。
1913年（民国2年）5月、統一党、民主党の2党と合併し、進歩党を組織した。

## 注
1. ↑  宋教仁が結成した国民党とは別個の政党。
2. ↑  謝彬『民国政党史』1924年（中華書局版、49頁）
3. ↑  謝彬同上（中華書局版、53頁）